# Bayon-sur-Gironde
Bayon-sur-Gironde egy francia település Gironde megyében az Aquitania régióban. Lakosainak száma 737 fő (2022. január 1.).

## Leírása
Bayon-sur-Gironde szőlőültetvényekkel körülvett város, a Gironde torkolatánál, a folyó jobb partján.

## Galéria

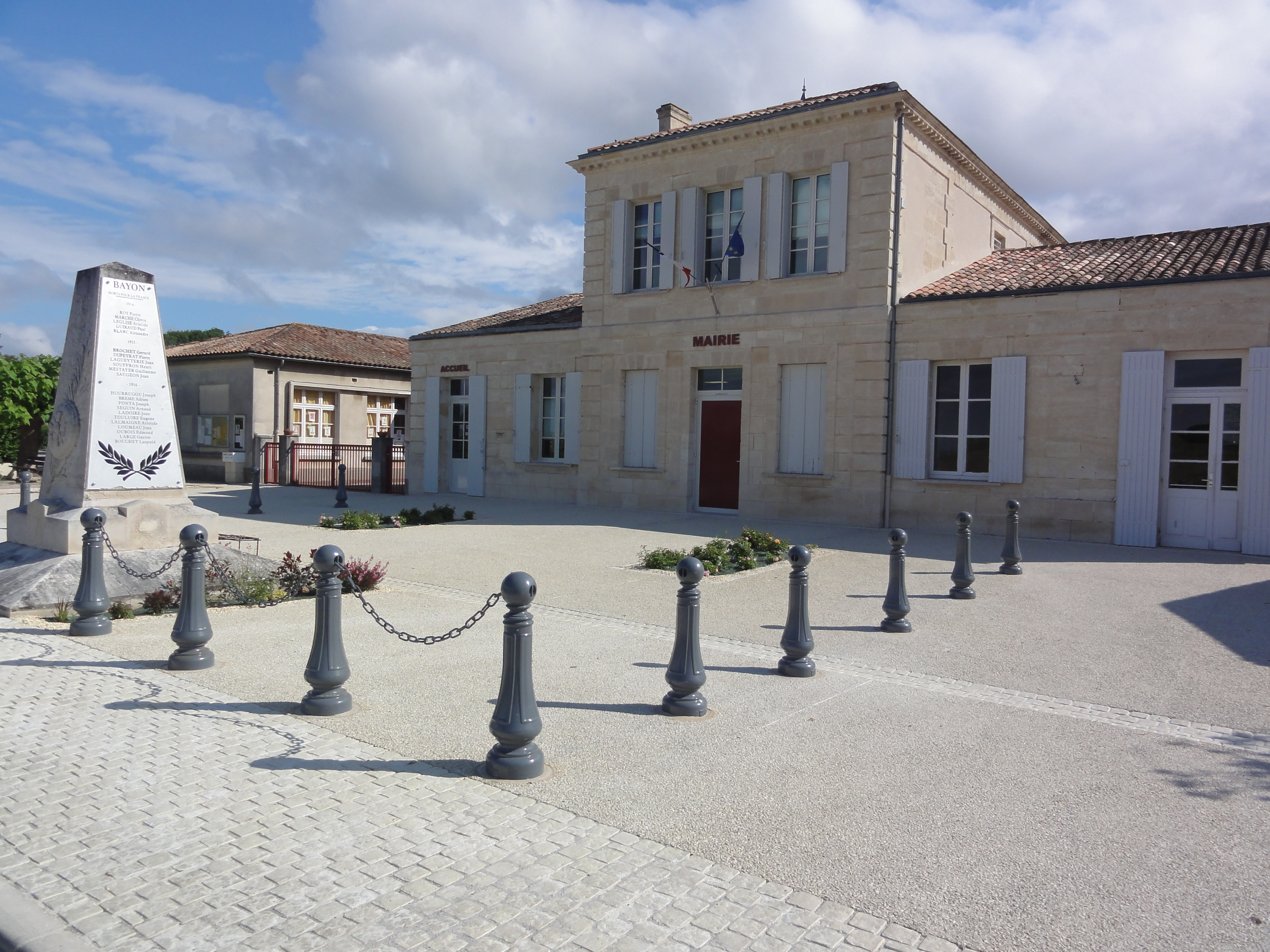
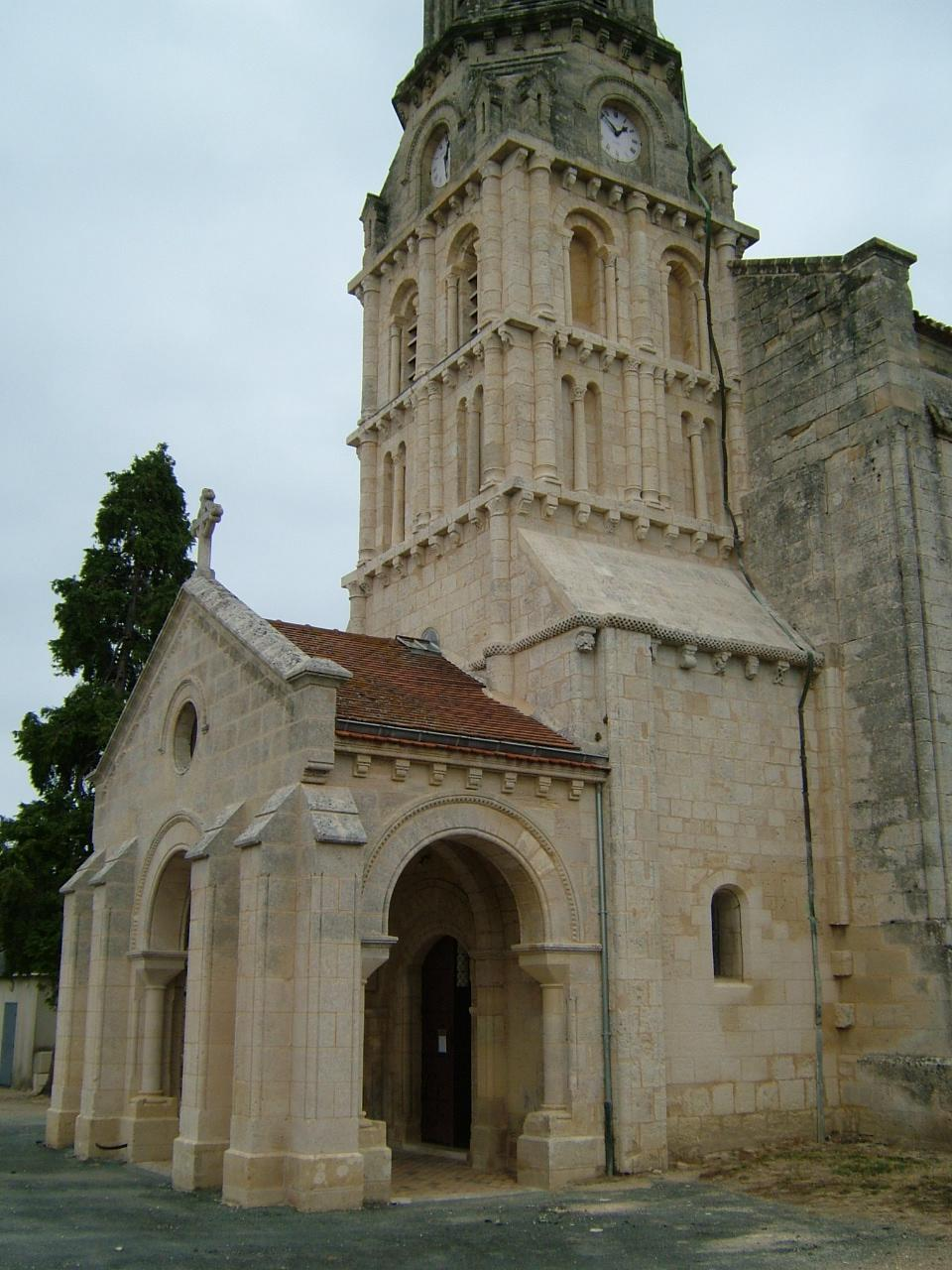
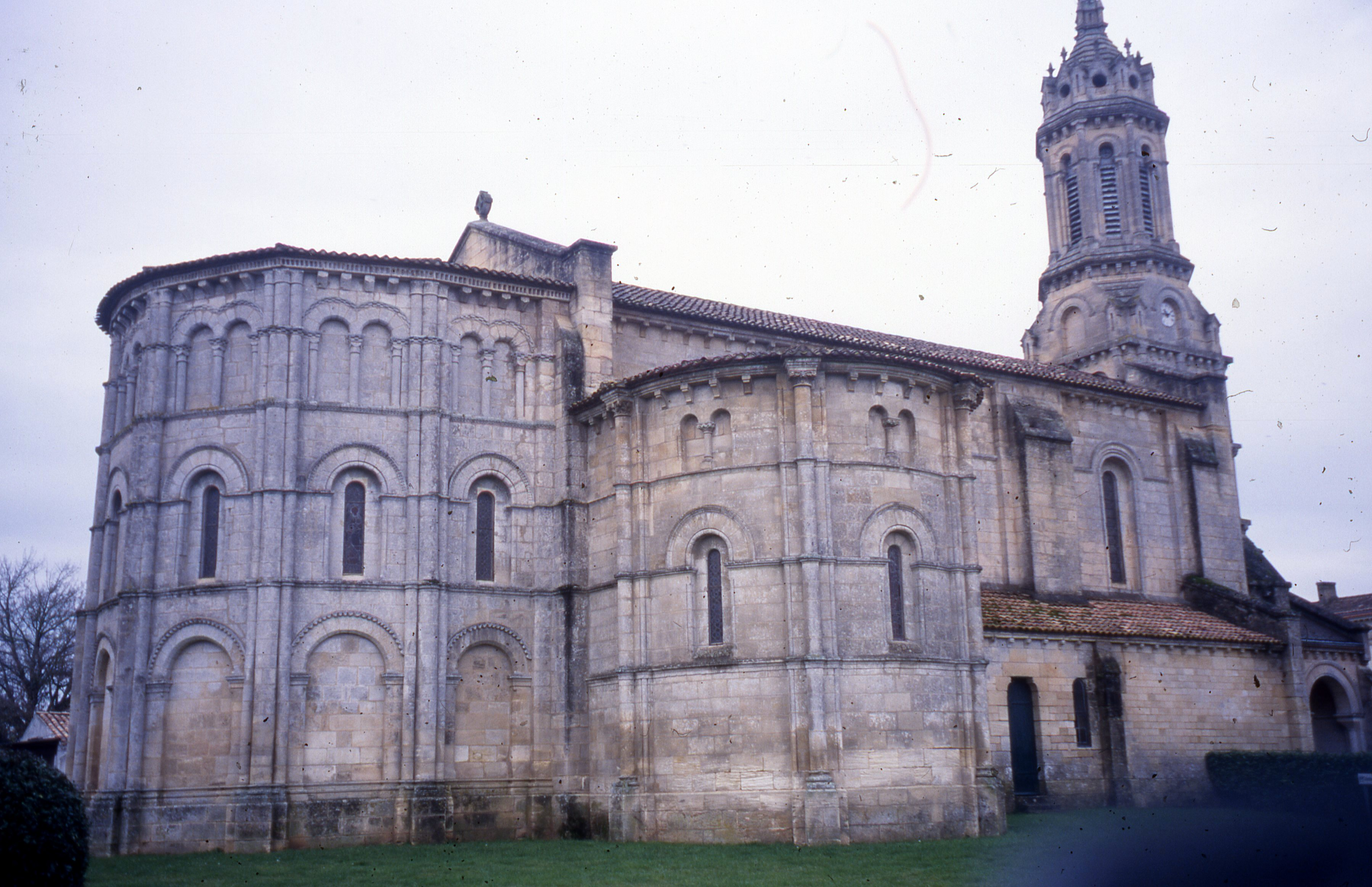
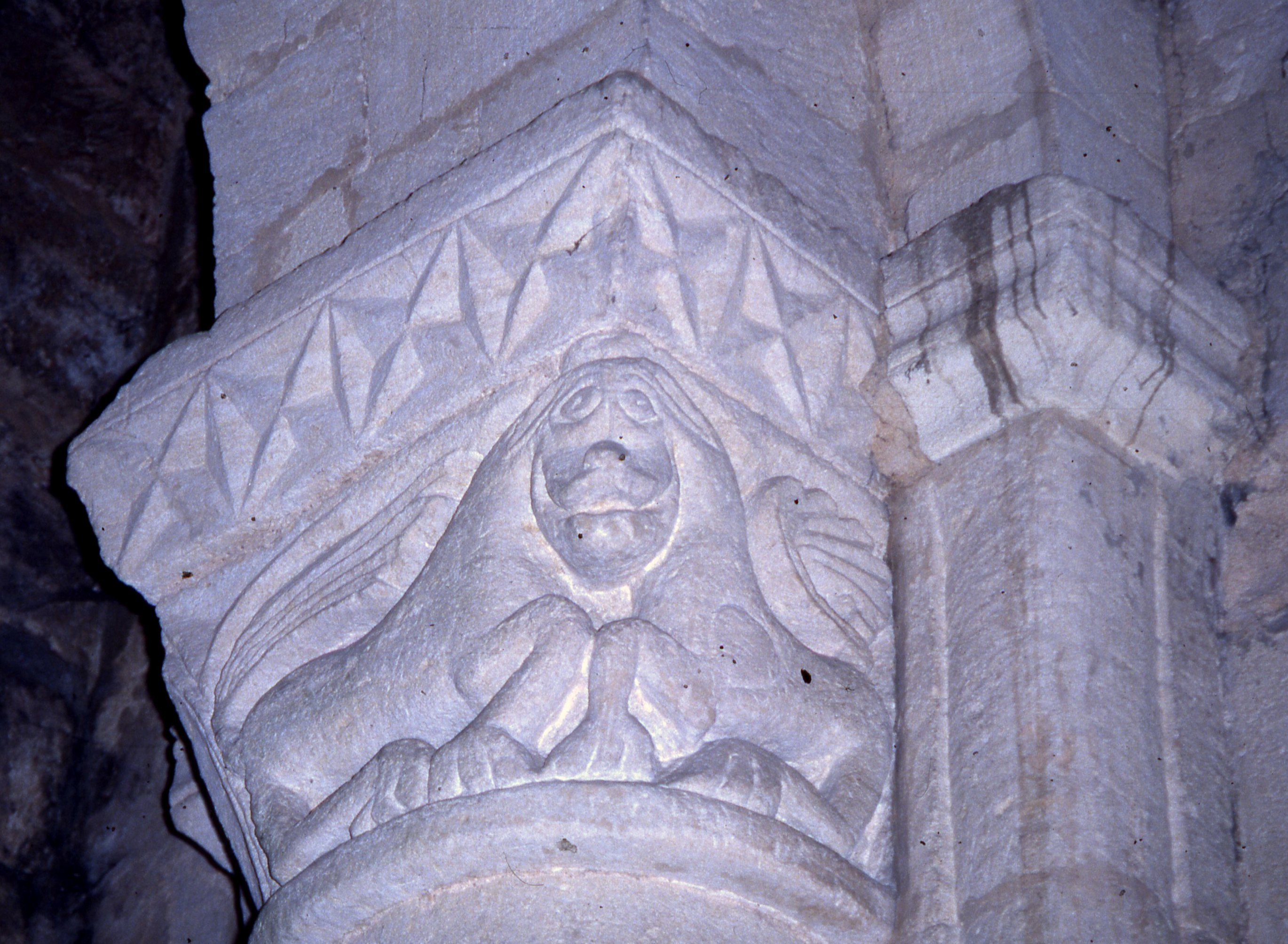
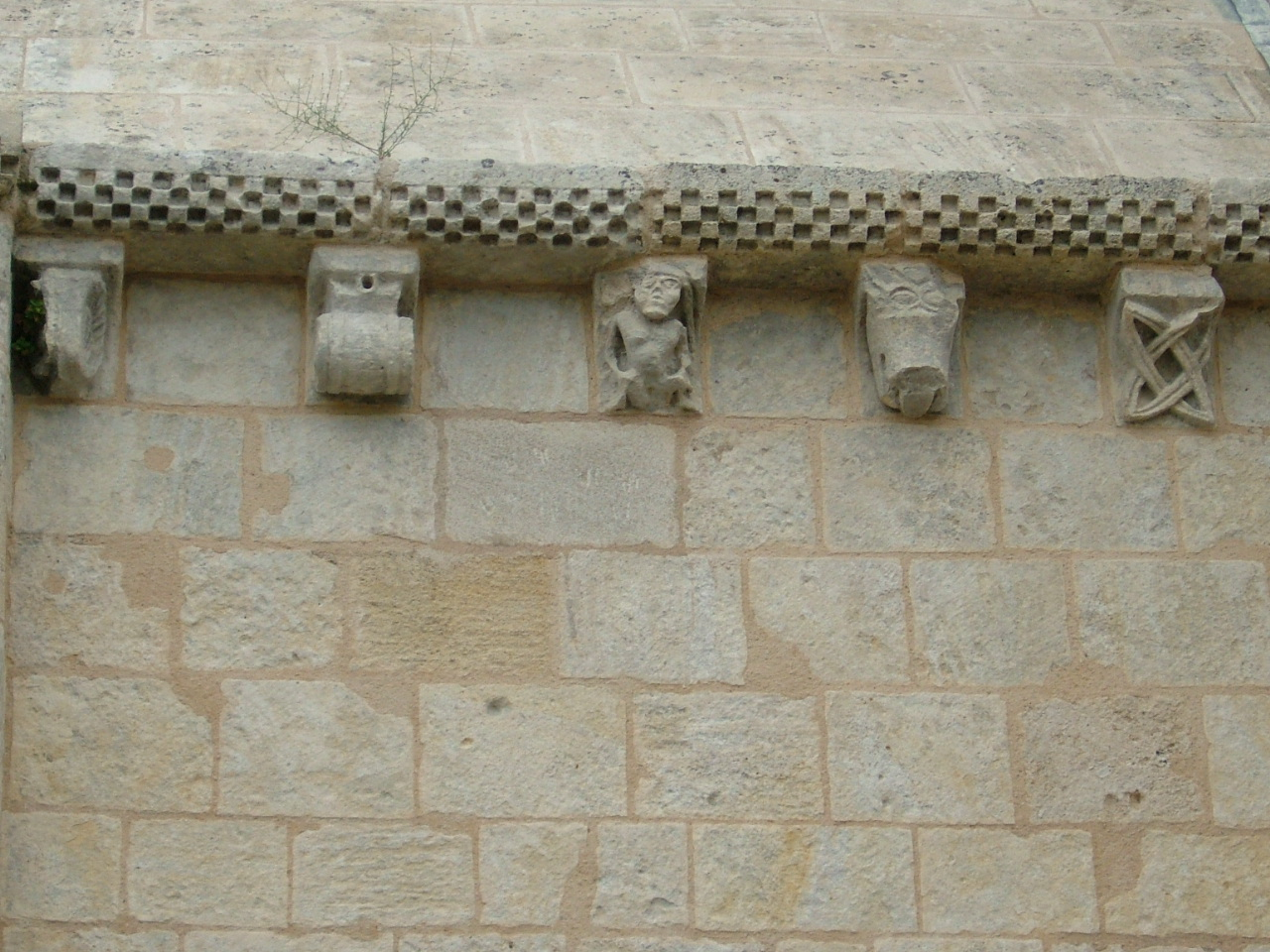
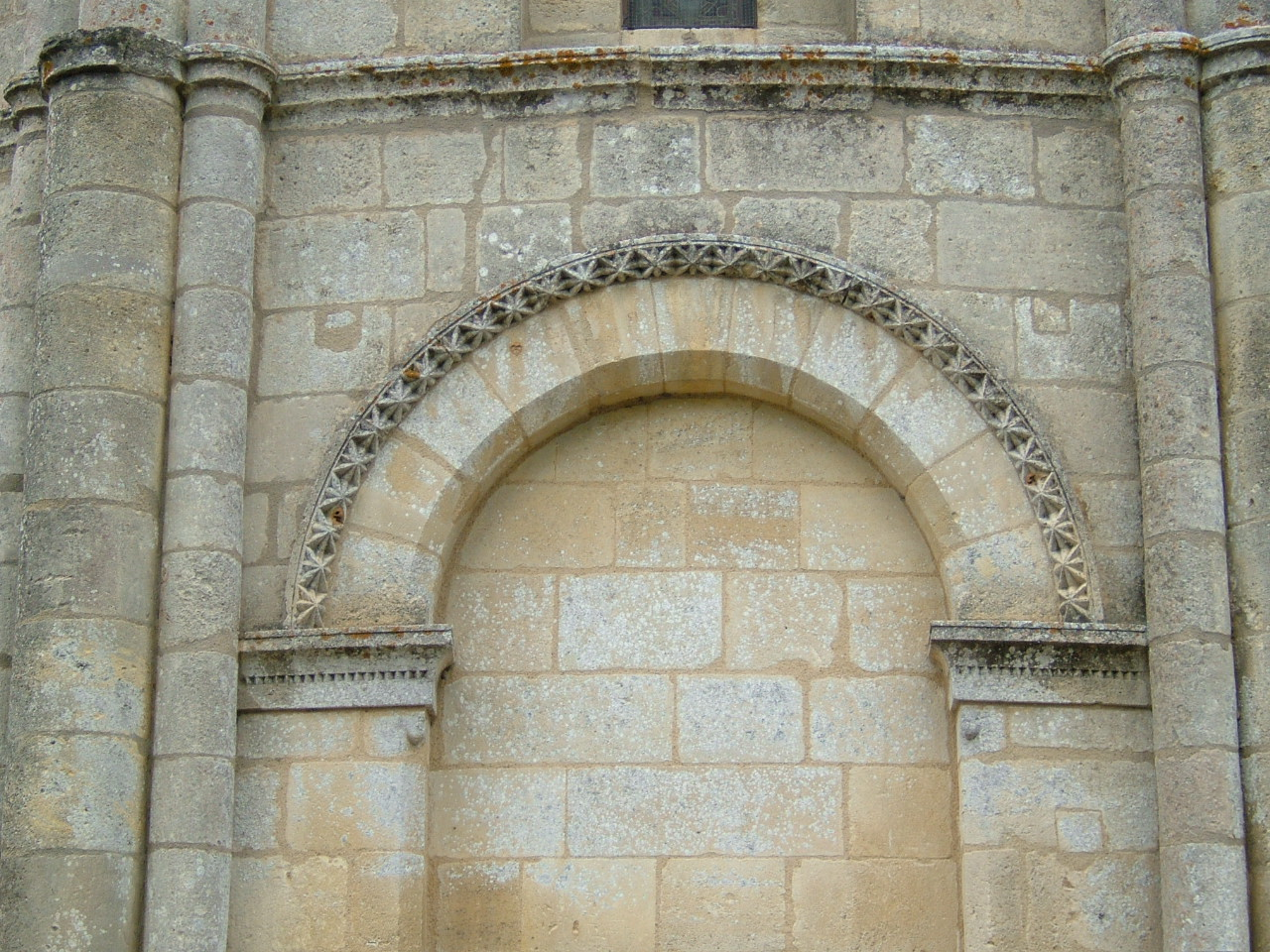
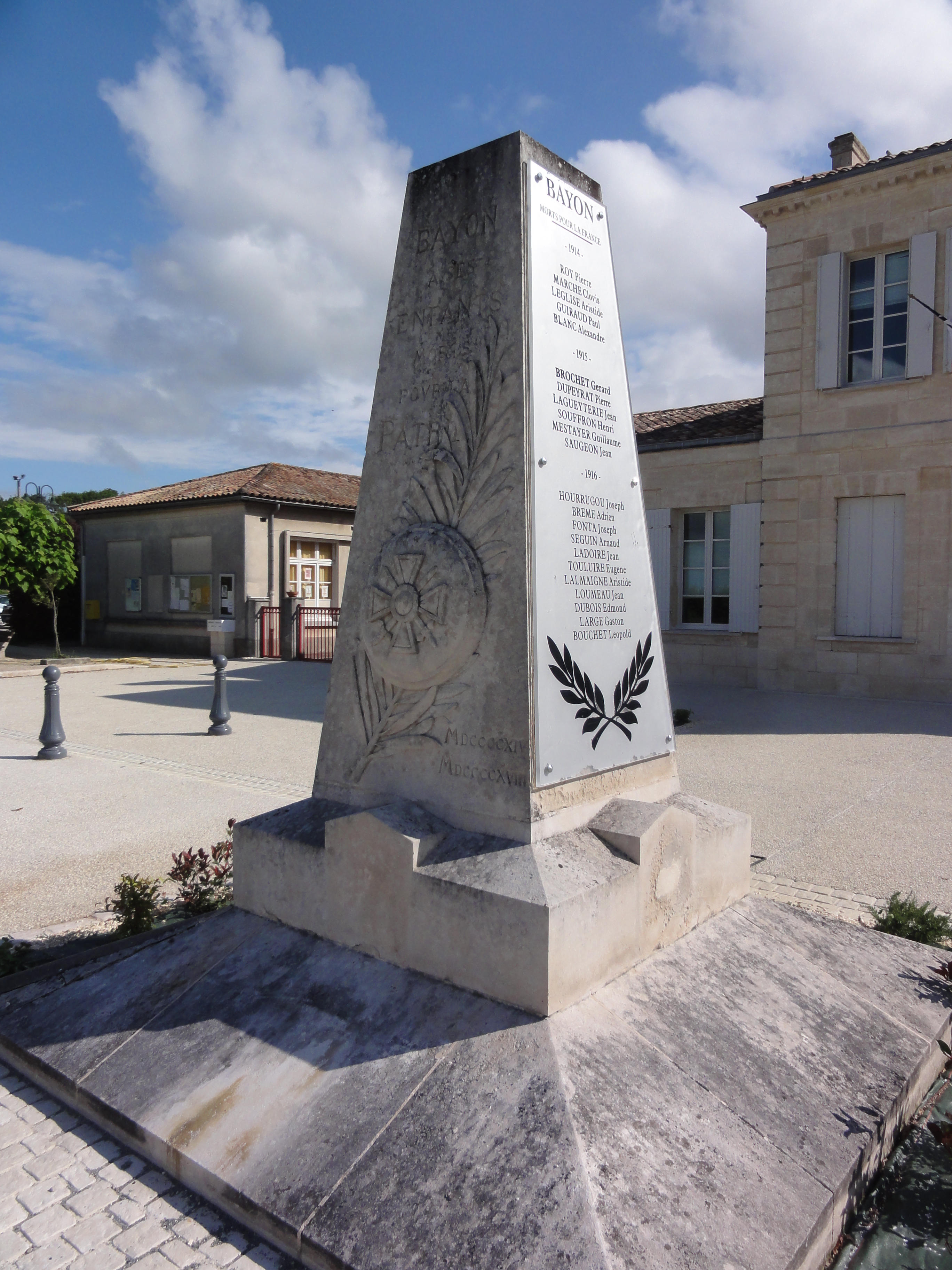
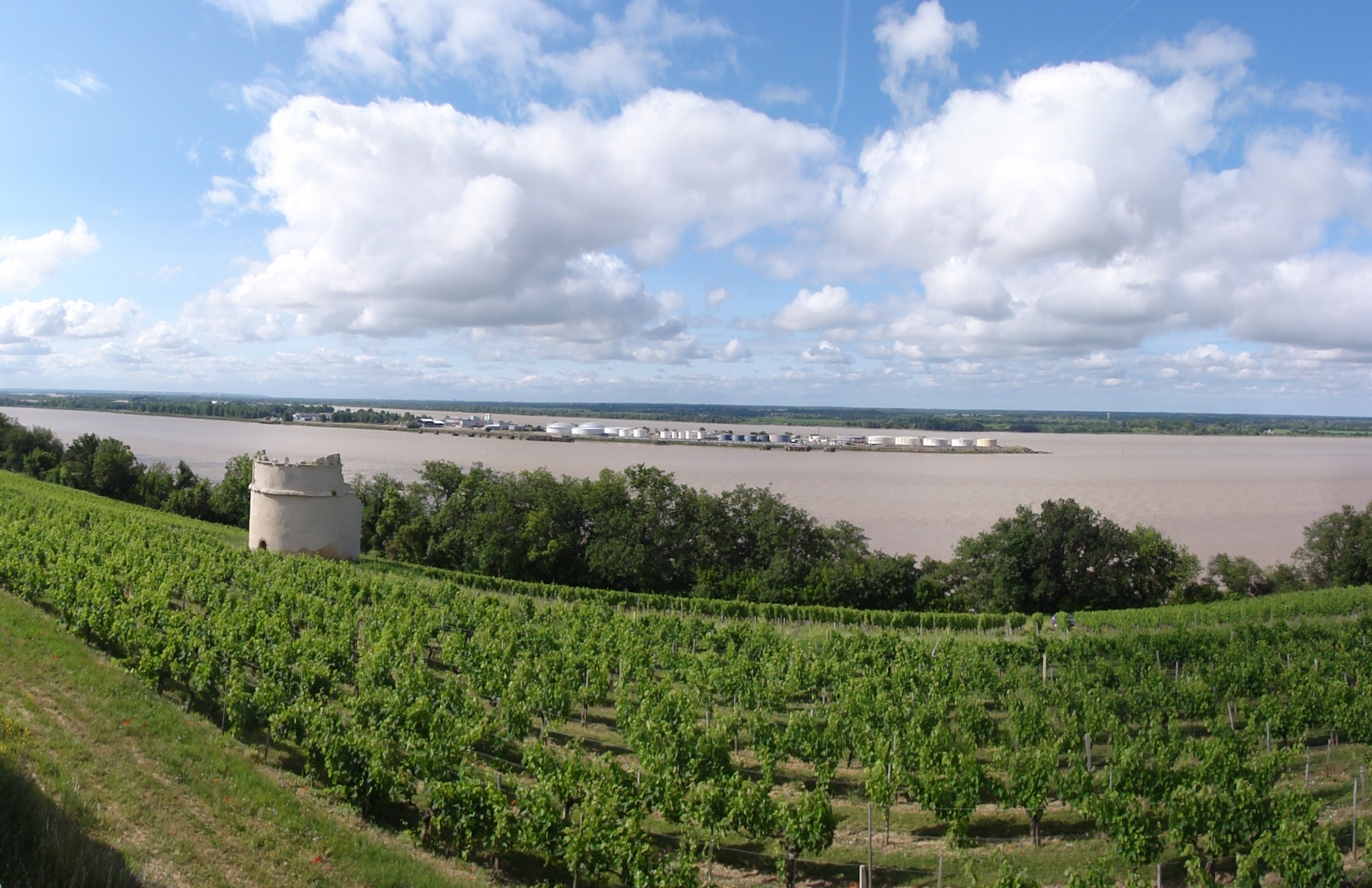
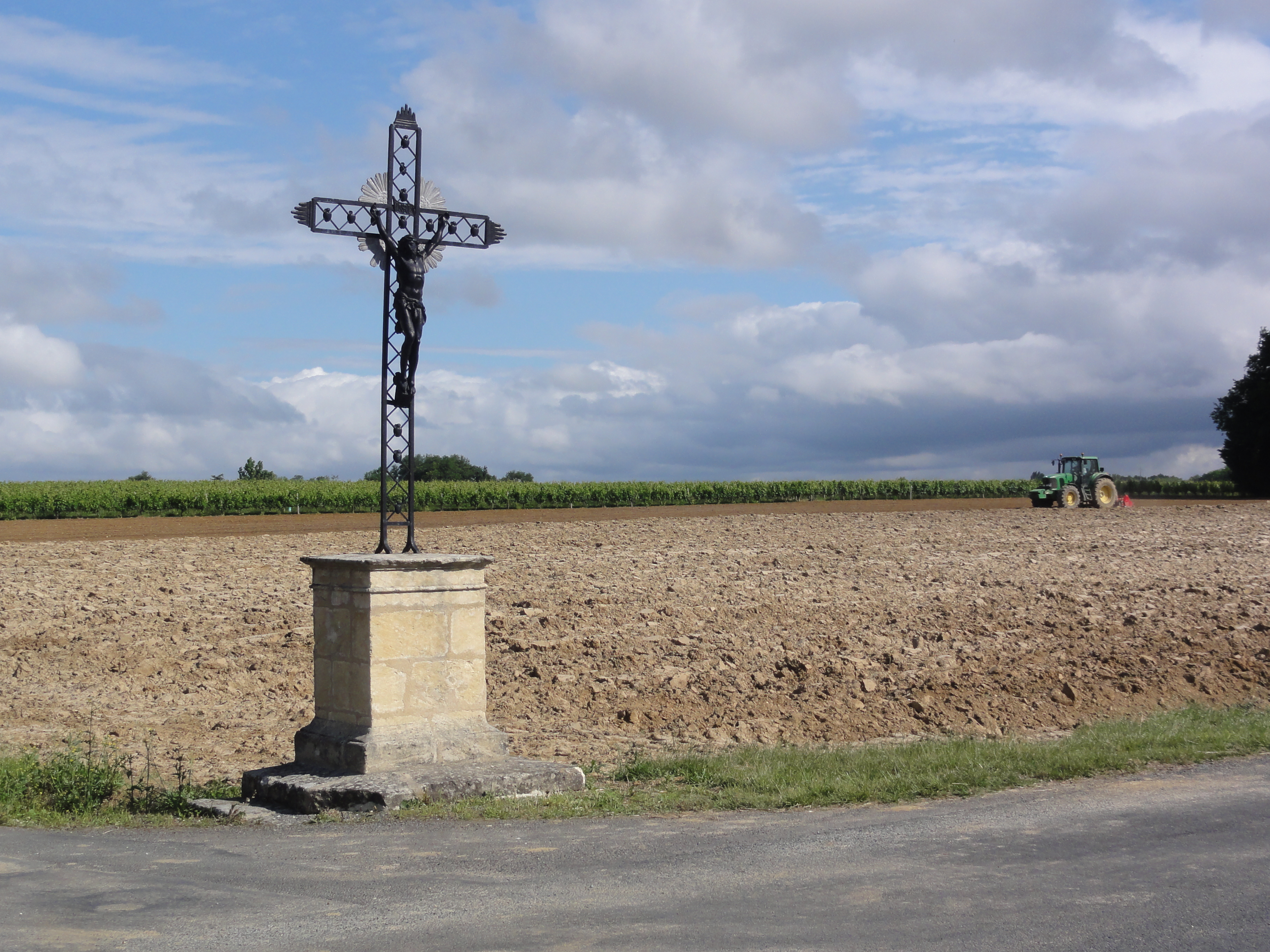

## Látnivalók
- Tayac kastély